# 333 (bière)

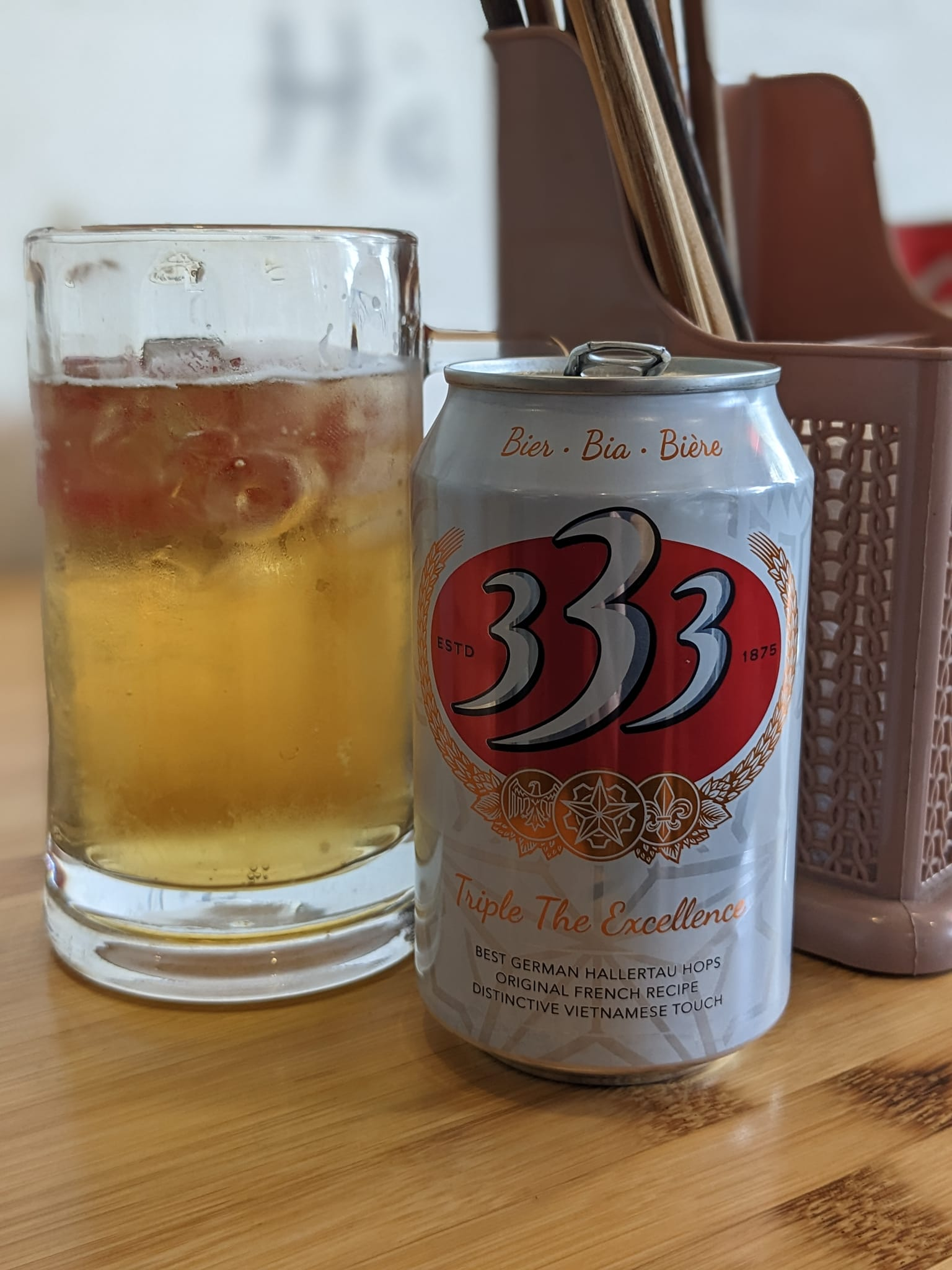
Bière vietnamienne 333

La bière 333 (en vietnamien : ba ba ba, la bière aux trois "trois") est une bière vietnamienne, qui tire son origine de la bière 33 Export française. Pendant la colonisation française du Vietnam, une brasserie est implantée à Saïgon, qui reste en activité après le départ des Français.
La 33 Export est extrêmement populaire au sein des GI pendant la guerre du Vietnam,,.
La bière est renommée en 1975 pour ajouter un 3 en signe de chance et pour prendre ses distances avec les Français. On trouve les noms 333, 333 Export et 333 Premium Export.
Dans un premier temps, les Vietnamiens conservent l'importation de matières premières d'Allemagne, comme le faisaient les Français, mais nouent progressivement des partenariats avec l'Australie, en particulier pour le houblon, puis en ajoutant du malt de riz qui n'était pas dans la recette originelle.

## Caractéristiques
La 333 est une bière de type lager avec un goût légèrement malté. Elle titre à 5,3 %. Légère, elle est peu chargée en conservateurs ce qui, d'après les consommateurs[réf. nécessaire], fait moins mal à la tête après un abus.

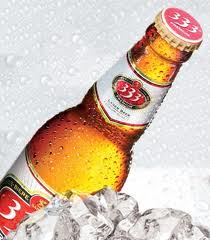
Bouteille de 333 premium export